# Мистический психоз
Мистический психоз (англ. Mystical psychosis) — термин, предложенный в начале 1970-х годов американским психиатром Артуром Дейкманом в результате проведённого им сравнительного анализа психотических и мистических состояний, который показал, что психотический опыт не обязательно является патологией, особенно если он тесно связан с духовно-ценностной составляющей личности.
Дейкман выделил два «модуса» сознания или два способа психической организации:
1. «модус действия» (action mode) — состояние, организованное для управления окружающей средой и предполагающее стремления и усилия, направленные на достижение личных целей;
2. «модус принятия» или «рецептивный модус» (receptive mode) — состояние, направленное на максимизацию принятия, восприятия окружающей среды, а не на манипуляцию с ней.

Рецептивный модус характерен для изменённых состояний сознания, а модус действия — для обычных состояний сознания. Согласно А. Дейкману, преимущественное доминирование в каком-либо конкретном обществе одного из двух модусов обусловлено общим культурным контекстом. Именно культура определяет степень распространённости в том или ином обществе изменённых состояний сознания (ИСС), общее отношение к ним и преобладающие в отношении к ним установки и ожидания, значение ИСС и их место в социальной структуре.
На основе сравнения мистического опыта и психотического опыта Дейкман пришёл к выводу о том, что мистический опыт может быть вызван «деавтоматизацией» или преобразованием привычных психологических структур, которые организуют, ограничивают, отбирают и интерпретируют перцепционные стимулы, что сопряжено с тяжёлыми стрессами и эмоциональными потрясениями. Он описал характерные признаки мистического психоза, которые заключаются в усилении рецептивного модуса и ослаблении модуса действия.
Люди, подверженные мистическому психозу, становятся намного восприимчивее, ощущают единение с обществом, с миром, с Богом, а также ощущают размывание перцептуальных и концептуальных границ. Сходство мистического психоза с мистическим опытом выражается во внезапном, отчётливом и очень сильном переходе к рецептивному модусу: ослабление субъект-объектного различения, повышение чувствительности, а также невербальные, нелогичные мыслительные процессы.
Мнение Дейкмана о том, что переживание мистического опыта само по себе не может служить признаком психопатологии, даже в случае возникновения этого опыта у лиц, подверженных нейрофизиологическим и психическим расстройствам, во многом определило отношение к мистическим переживаниям в современной психологии и психиатрии.
Сам Дейкман считал, что всеединство, открываемое в мистицизме, может быть всеединством реальности, относясь таким образом к небольшой разнородной группе метафизически настроенных психологов и нейрофизиологов, которые считают, что мистические переживания имеют основанием некую иную реальность, не совпадающую с воспринимаемой в обычном состоянии сознания. Как признают сами сторонники этой идеи, большинство нейрофизиологов придерживаются противоположных взглядов.